# RT Connect
O RT Connect é  um Sistema de Informação Oncológica, desenvolvido e comercializado pela empresa RT MEDICAL SYSTEMS, o software RT Connect foi lançado pela primeira vez em maio de 2017 como um aplicativo da web.
O RT Connect é também um sistema de centralização, arquivamento e comunicação de imagens médicas. O RT Connect é usado em hospitais por físicos médicos, dosimetristas, radio-oncologistas e outros profissionais. O software já atuou no tratamento de mais de 18 mil pacientes.
A versão beta do RT Connect foi lançada em 2017 como uma plataforma web. Em 2018, a empresa integra o programa de aceleração NVIDIA Inception. Em 2021 o sistema é eleito um dos 10 mais inovadores do mundo no segmento de Radiologia pela revista Industry Wired. Em junho de 2021, o sistema foi apresentado no maior evento de saúde do mundo, a Convenção Internacional BIO.

## Recursos

### Interoperabilidade
O RT Connect conecta-se a todos os sistemas e máquinas em um centro de oncologia. Ele também realiza a interface com sistemas fora do departamento de oncologia de radiação, incluindo o sistema de informação hospitalar (HIS), prontuários médicos eletrônicos (EMR), sistema de informação radiológica (RIS) e PACS . A interoperabilidade é realizada através das interfaces HL7 e DICOM.

### Idioma
O RT Connect está disponível em inglês, espanhol e português. A extensão da localização varia desde a tradução completa do produto até apenas a documentação.

### Visualizador DICOM
O software permite a navegação e visualização de imagens multimodais e multidimensionais: Visualizador 2D, Visualizador 3D, Visualizador de Plano de Radioterapia (DVH, ISODOSE, Estruturas, DRR). O Visualizador 3D  oferece todos os modos de renderização como: reconstrução multiplanar (MPR), renderização de volume e projeção de intensidade máxima (MIP). O RT Connect ajuda a melhorar a visualização da anatomia, reduzindo os artefatos relacionados ao metal dentro do corpo.

### Cálculos de unidade monitora
O software também permite a verificação dosimétrica independente da unidade monitora em radioterapia. O sistema realiza o cálculo da dose secundária usando a Integração de Clarkson Modificada para Linacs 3D, IMRT, VMAT, TomoTherapy, CyberKnife e Halcyon

### Revisão Offline de Portais em Radioterapia
O RT Connect possibilita a realização da Radioterapia Guiada por Imagem (IGRT) por meio de  registro de imagens planares 2D MV e DRR, tornando possível a correção da posição do paciente durante as sessões de radioterapia.